# Gabonská kuchyně

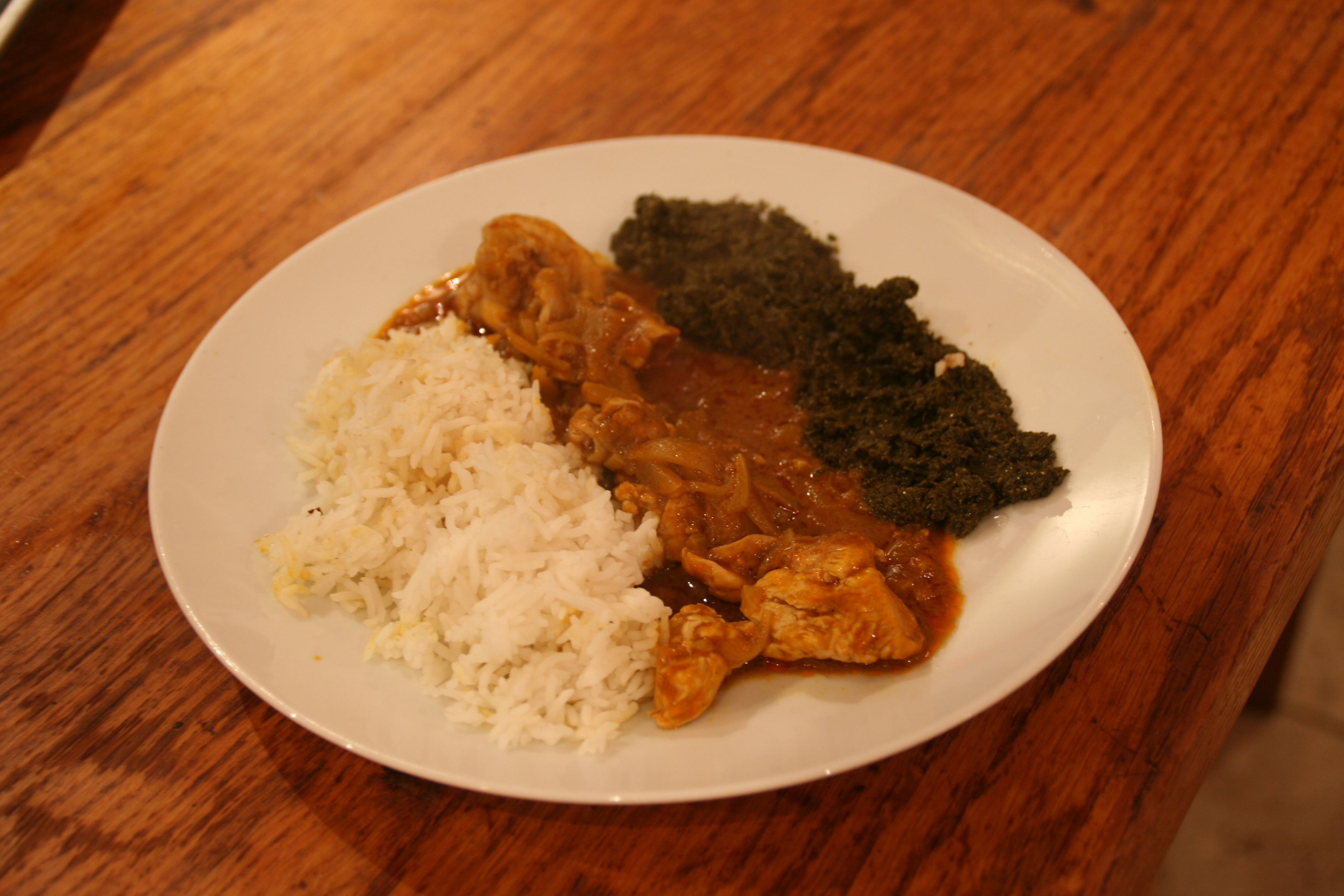
Nyembwe, národní jídlo Gabonu

Gabonská kuchyně byla ovlivněna francouzskou kuchyní a kuchyněmi dalších afrických států (konžská kuchyně, kamerunská kuchyně). Ve větších městech jsou dostupné francouzské speciality (croissanty, bagety), na vesnicích se připravují jednodušší jídla. Gabonská kuchyně používá maniok, rýži, batáty (sladké brambory), maso, ryby, různé omáčky (často pálivé), ovoce, arašídy, plantainy, lilek, kukuřici nebo rajčata.

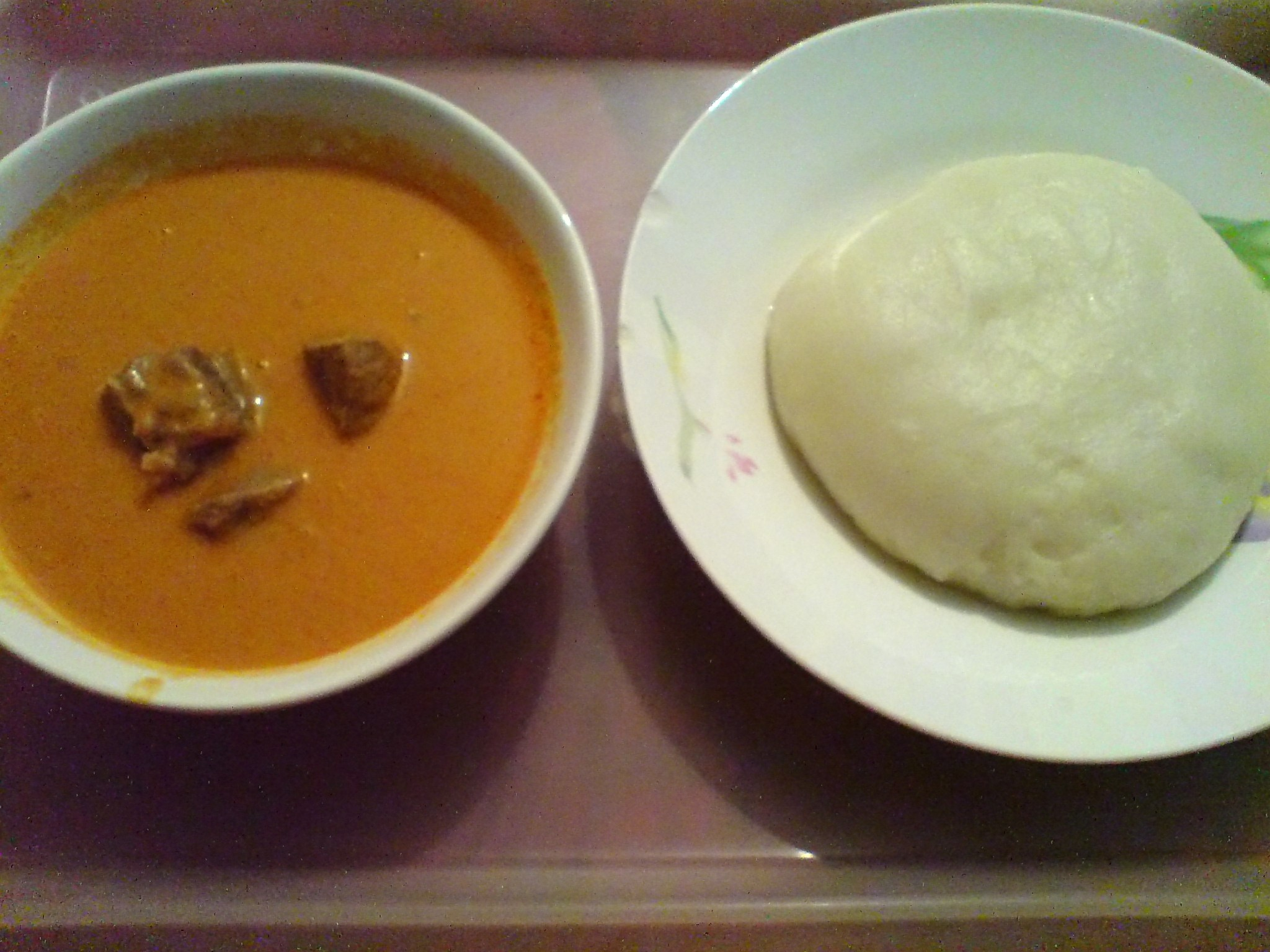
Fufu

## Příklady gabonských pokrmů
- Nyembwe (kuře moambe), národní jídlo Gabonu. Jde o dušené kuřecí maso s palmovým máslem.[2]
- Beignet, smažený zákusek z odpalovaného těsta, převzatý z francouzské kuchyně
- Sušené maso
- Fufu, placka nevýrazné chuti používaná jako příloha (v Gabonu nejčastěji vyráběna z manioku)
- Kuře s hořčicí
- Gari, manioková kaše
- Smažené plantainy[1]